# Ledermanniella kamerunensis
Espèce
Synonymes
- Dicraeia kamerunensis Engl.[2]
- Ledermanniella kamerunensis (Engler) C.Cusset (Engler) C.Cusset (préféré par UICN)[2]

Statut de conservation UICN

 VU D2 : Vulnérable
Ledermanniella kamerunensis est une espèce de plantes à fleurs du genre Ledermanniella et de la famille des Podostemaceae selon la classification phylogénétique.

## Étymologie
Son épithète spécifique fait référence au Cameroun, d'où elle est endémique.

## Distribution et écologie
Ledermanniella kamerunensis n'est connue que d'un seul endroit au Cameroun (dans la cascade de Campo sur l'île de Dipikar), où elle a été collectée par Carl Ludwig Ledermann en 1908-1909. 
Sa zone de présence est estimée à moins de 20 km2 et ses populations sont très fragmentées. Cette espèce est donc classée comme vulnérable. De plus amples recherches sont nécessaires pour mieux comprendre ses menaces et leur état d'habitat car l'espèce pourrait être fortement menacée.